# Эскивель, Анисето
Анисе́то дель Ка́рмен Эскиве́ль Са́энс (исп. Aniceto del Carmen Esquivel Sáenz; 18 апреля 1824, Картаго, Коста-Рика — 22 октября 1898, Сан-Хосе, Коста-Рика) — адвокат и политик из Коста-Рики, президент страны с 8 мая по 30 июля 1876 года.

## Биография
Родился в семье Нарсисо Эскивеля и Урсулы Саэнс. 29 февраля 1856 года Анисето женился в Сан-Хосе на Анне-Исауре Карасо Перальта, дочери политика Мануэля Хосе Карасо Бонильи. Анна-Исаура родила мужу тринадцать детей: Хулию, Хорхе Адольфо, Матильде Аделу (в будущем монахиня), Роберто, Паулину, Сару, Альфредо, Адриану, Исауру, Анисето и Росу.

### Образование
Эскивель обучался в католической школе Санто-Томас, где он получил высшее образование со степенью в области философии. Он стал профессором латинского языка в Картаго в 1844 году. Позже он получил степень в области права в Университете Сан-Карлос в Гватемале.

### Частная деятельность
В дополнение к преподавательской практике и членству в Либеральной партии Эскивель посвятил себя коммерческой и банковской деятельности, причём добился в них больших успехов. Это стал один из основателей и основных партнеров Банка Союза (в настоящее время Банк Коста-Рики), который был открыт в 1877 году.

### Публичная деятельность
Эскивель занимал должности судьи в Сан-Хосе, судьи Верховного суда, члена Учредительной Ассамблеи 1859, 1870 и 1880 годов, секретаря внутренних дел, секретаря внешних связей (1868—1869), государственного министра (1870—1872), депутата Конгресса от Сан-Хосе (1872—1876 и 1884—1892) и Пунтаренаса (1895—1896), а также председателя Конституционного конгресса (1886—1889 и 1891).

### Президент Республики
На выборах в апреле 1876 года Эскивель одержал победу и сменил на посту Президента Мигеля Гуардиа Гутьерреса на период 1876—1880 годов. Он вступил в должность 8 мая 1876 года.
Эскивель принял политику примирения в отношении Никарагуа и пресечения угрозы войны между Коста-Рикой и этим ее соседом. Во время его правления также 1 января был установлен как начало финансового года и был подписан договор Гуардиа-Саласар с Гватемалой.
Президент серьезно конфликтовал и дистанцировался от генерала Гуардиа, который был главнокомандующим армии, что в итоге стоило ему поста: 30 июля того же года он был свергнут в результате военного переворота во главе с генералами Педро и Пабло Киросами, президентом был объявлен Висенте Эррера.
Эскивель умер в Сан-Хосе 22 октября 1898 года.